# Misja „Centrum Służby Życia”
Międzynarodowa Misja „Centrum Służby Życia” (ang. Life Centre Ministries) – ewangeliczna wspólnota religijna nurtu zielonoświątkowego posiadająca swój jedyny zbór w Skoczowie przy ulicy Bielskiej. Reprezentuje trzecią falę pentekostalizmu. Wpisana została do rejestru Kościołów i związków wyznaniowych Ministerstwa Spraw Wewnętrznych i Administracji 12 grudnia 1990 roku w dziale A, pod nr 52. W 2023 roku wspólnota liczyła 74 wiernych.

## Doktryna i organizacja
Misja „Centrum Służby Życia” została założona w Południowej Afryce przez Jacka i Betty Lockwood. Do jej zadań należy zakładanie nowych zborów funkcjonujących według wzorców nowotestamentowych wspólnot chrześcijan opisanych w Dziejach Apostolskich.
Źródłem wiary zborów misji jest Pismo Święte. Za głowę Kościoła uważany jest Jezus Chrystus, z którym żywą i bezpośrednią relację mają wierni. Są oni dla siebie braćmi i siostrami, którzy razem zabiegają o Kościół. Do zadań członków zborów misji należy studiowanie Biblii, branie udziału w nabożeństwach i innych spotkaniach organizowanych przez wspólnotę, czynne uczestnictwo w pracy zboru, prowadzenie ewangelizacji oraz dawanie dobrego przykładu innym ludziom.
Zbory wchodzące w skład misji stanowią jednostki niezależne w sferze zarządzania wspólnotą, jej finansowania oraz prowadzenia działalności propagującej jej zasady wiary. Nowe zbory zakładane są przez pracowników Misji, a następnie kierownictwo nad nimi przekazywane jest ich członkom w celu prowadzenia dalszej działalności ewangelizacyjnej. Członkami wspólnot lokalnych zostają osoby, które pragną świadomie wypełniać Bożą wolę i złożą wniosek o przyjęcie do zboru.
Istnieje stanowisko starszych zboru, które obejmują osoby cieszące się szacunkiem członków wspólnoty, uznawani za dojrzałych w wierze i posłuszeństwie. Funkcja ta ma na celu uniknięcie dominacji w kierowaniu zborem przez jedną osobę. Członkowie trzyosobowej rady starszych nie decydują jednak o wszystkich kwestiach dotyczących wspólnoty, ponieważ za najważniejsze decyzje odpowiedzialni są wszyscy jej członkowie. Głównym zadaniem starszych jest prowadzenie nauczania i głoszenia, w związku z czym w celu skupienia się przez nich na tej działalności funkcjonuje służba diakonów, pełniących funkcję pomocniczą w stosunku do starszych, którzy przekazują im część zadań we wspólnocie. Diakoni są również nazywani liderami, prowadząc opiekę nad danymi służbami w zborze.

## Statystyki

### Dane według statystycznych ankiet wyznaniowych
| Rok  | Liczba wiernych | Liczba zborów | Liczba duchownych |
| ---- | --------------- | ------------- | ----------------- |
| 1999 | 64              | 1             | 2                 |
| 2005 | 86              | 1             | 4                 |
| 2006 | 70              | 1             | 5                 |
| 2007 | 75              | 1             | 4                 |
| 2008 | 70              | 4             | 1                 |
| 2009 | 70              | 1             | 4                 |
| 2010 | 70              | 1             | 4                 |
| 2011 | 70              | 1             | 4                 |
| 2012 | 70              | 1             | 4                 |
| 2013 | 72              | 1             | 4                 |
| 2014 | 78              | 1             | 4                 |
| 2015 | 75              | 1             | 3                 |
| 2016 | 77              | 1             | 3                 |
| 2017 | 80              | 1             | 3                 |
| 2018 | 80              | 1             | 3                 |
| 2020 | 72              | 1             | 3                 |
| 2021 | 72              | 1             | 3                 |
| 2022 | 70              | 1             | 3                 |
| 2023 | 74              | 1             | 3                 |

### Dane według wyników spisów powszechnych
| Spis powszechny               | Liczba deklaracji |
| ----------------------------- | ----------------- |
| Narodowy Spis Powszechny 2011 | 1–99              |
| Narodowy Spis Powszechny 2021 | 33                |